# 12 Heures de Sebring 1993
Navigation
Édition précédente Édition suivante
Les 12 Heures de Sebring 1993 sont la 41e édition de l'épreuve et la 3e manche du championnat IMSA GT 1993. Elles ont été remportées le 20 mars 1993 par la Eagle-Toyota MK III no 99 de l’équipe All American Racers et pilotée par Juan Manuel Fangio II et Andy Wallace, qui étaient les tenants du titre.

## Circuit

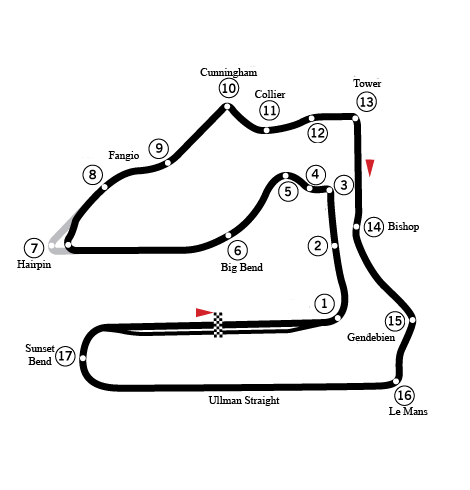
Le Sebring International Raceway, cadre des 12 Heures de Sebring 1993.

Les 12 Heures de Sebring 1993 se déroulent sur le Sebring International Raceway situé en Floride. Il est composé de deux longues lignes droites, séparées par des courbes rapides ainsi que quelques chicanes. Le tracé actuel diffère de celui de l'époque. Ce tracé a un grand passé historique car il est utilisé pour des courses automobiles depuis 1950. Ce circuit est célèbre car il a accueilli la Formule 1.

## Résultats
Voici le classement au terme de la course.
- Les vainqueurs de chaque catégorie sont signalés par un fond jauni.

| 1           | GTP    | 99 | All American Racers             | Juan Manuel Fangio II Andy Wallace                                          | Eagle-Toyota MK III       | 230 |
| 2           | GTP    | 30 | Momo                            | Giampiero Moretti Derek Bell John Paul junior                               | Nissan NPT-90             | 228 |
| 3           | GTP    | 98 | All American Racers             | P. J. Jones Rocky Moran                                                     | Eagle MkIII               | 217 |
| 4           | GTS    | 1  | Cunningham Racing               | John Morton Johnny O'Connell Steve Millen                                   | Nissan 300ZX              | 217 |
| 5           | Lights | 49 | Comptech Racing                 | Parker Johnstone Dan Marvin Ruggero Melgrati                                | Spice SE91P               | 216 |
| 6           | GTS    | 11 | Roush Racing                    | Tom Kendall John Fergus                                                     | Ford Mustang Cobra        | 216 |
| 7           | INV GT | 59 | Brumos Porsche                  | Walter Röhrl Hans-Joachim Stuck Hurley Haywood                              | Porsche 911 Turbo S LM    | 214 |
| 8           | GTS    | 31 | Rocketsports                    | Dorsey Schroeder Calvin Fish Paul Gentilozzi                                | Oldsmobile Cutlass (en)   | 214 |
| 9           | Lights | 9  | Brix Racing                     | Bob Earl Bob Schader Jeremy Dale                                            | Spice AK93                | 213 |
| 10          | GTS    | 51 | Rocketsports                    | Scott Pruett Darin Brassfield                                               | Oldsmobile Cutlass        | 213 |
| 11          | GTP    | 19 | David Tennyson Racing Spice USA | David Tennyson François Migault Steve Fossett Hugh Fuller                   | Spice SE92P               | 210 |
| 12          | GTP    | 20 | Hotchkis Racing                 | Jim Adams Chris Cord                                                        | Porsche 962               | 205 |
| 13          | Lights | 63 | Downing Atlanta                 | Tim McAdam Howard Katz Jim Downing                                          | Kudzu DG-1                | 204 |
| 14          | INV GT | 94 | Morrison Motorsports            | John Heinricy Stu Hayner Andy Pilgrim                                       | Chevrolet Corvette ZR-1   | 202 |
| 15          | INV GT | 93 | Morrison Motorsports            | Andy Pilgrim Ronny Meixner Boris Said III Ron Nelson Don Knowles            | Chevrolet Corvette ZR-1   | 200 |
| 16          | GTU    | 82 | Dick Greer Racing               | Al Bacon Dick Greer Peter Uria Mike Mees                                    | Mazda RX-7                | 200 |
| 17          | INV GT | 28 | Cigarette Racing                | Enzo Calderari Luigino Pagotto Ronny Meixner                                | Porsche 911 Carrera 2     | 199 |
| 18          | GTU    | 26 | Alex Job Racing                 | Butch Hamlet Bill Ferran Charles Slater                                     | Porsche 911               | 199 |
| 19          | INV GT | 01 | Rohr Engineering                | Jochen Rohr John O'Steen Rich Moskalik Dave White                           | Porsche 911 Carrera 2 Cup | 197 |
| 20          | INV GT | 0  | Ed Arnold Racing                | Chris Hodgetts Dieter Quester David Donohue                                 | BMW M5                    | 195 |
| 21          | INV GT | 21 | Champion Porsche                | Justin Bell Mike Peters Oliver Kuttner                                      | Porsche 911 Carrera 2     | 194 |
| 22          | GTS    | 35 | Bill McDill                     | Richard McDill Tom Juckette Bill McDill                                     | Chevrolet Camaro          | 194 |
| 23          | GTS    | 90 | Les Delano                      | Andy Petery John Macaluso Tommy Schweitz                                    | Pontiac Firebird          | 192 |
| 24          | GTS    | 22 | John Josey                      | Luis Sereix Gene Whipp Daniel Urrutia                                       | Chevrolet Camaro          | 190 |
| 25          | GTS    | 21 | Bruce Trenery                   | Bruce Trenery Andrew Osman Kent Painter                                     | Chevrolet Camaro          | 186 |
| 26          | GTU    | 57 | Kryderacing                     | Reed Kryder Guy Kuster                                                      | Nissan 240SX              | 186 |
| 27          | GTS    | 2  | Eddie Sharp                     | Dick Downs Eddie Sharp Eddie Sharp junior                                   | Oldsmobile Cutlass        | 183 |
| 28          | Lights | 42 | ZZ Pro-Technik Racing           | Mike Sheehan Philippe Favre (en) Gustl Spreng Sam Shalala Anthony Lazzaro   | Fabcar CL                 | 180 |
| 29          | INV GT | 45 | Antica AB                       | Vito Scavone Rich Hayward Terry Martel                                      | Porsche 944 Turbo         | 179 |
| 30          | GTU    | 58 | ZZ Pro-Technik Racing           | Ernie Lader Haas Fogle Curt Catallo Frank Beard                             | Porsche 911               | 177 |
| 31          | GTS    | 87 | John Annis                      | John Annis Louis Beall Kenper Miller                                        | Chevrolet Camaro          | 173 |
| 32          | GTU    | 91 | Team Casual Motorsport          | Lorin Hicks Mel Butt Ron Zitza Tommy Johnson                                | Porsche 911               | 169 |
| 33          | GTU    | 24 | Dibos Racing                    | Bill Auberlen Eduardo Dibos                                                 | Mazda MX-6                | 166 |
| 34          | Lights | 40 | Bieri Racing                    | John James Neil Jamieson Jeff Lapcevich                                     | Alba AR2/6                | 165 |
| 35          | GT     | 67 | Paul Mazzacane                  | Paul Mazzacane Chester Edwards Peter Argetsinger                            | Chevrolet Camaro          | 112 |
| 36          | Lights | 12 | Steven Sirgany                  | James Lee Steven Sirgany Cliff Rassweiler                                   | Phoenix                   | 98  |
| Abandons    |        |    |                                 |                                                                             |                           |     |
| 37          | GTS    | 76 | Cunningham Racing               | Tommy Riggins John Morton                                                   | Nissan 300ZX              | 182 |
| 38          | GTP    | 7  | Joest Porsche Racing            | Chip Robinson Manuel Reuter Louis Krages                                    | Porsche 962C              | 180 |
| 39          | GTU    | 95 | Leitzinger Racing               | Don Knowles Bob Leitzinger                                                  | Nissan 240SX              | 174 |
| 40          | GTP    | 5  | Auto Toy Store                  | Wayne Taylor Jeff Andretti Morris Shirazi                                   | Spice SE90P               | 165 |
| 41          | GTS    | 50 | Overbagh Racing                 | Oma Kimbrough Mark Montgomery Robert McElheny Bob Hundredmark Hoyt Overbagh | Chevrolet Camaro          | 136 |
| 42          | GTS    | 32 | Carolina Racing                 | Gary Smith Mark Kennedy Robert Borders                                      | Pontiac Grand Prix        | 121 |
| 43          | INV GT | 16 | Scott Clarke                    | Ludwig Heimrath Ken McKinnon Tom Rathbun Bernadette Hubbard                 | Porsche 944 Turbo         | 111 |
| 44          | GTU    | 70 | Kenneth Brady                   | Dom DeLuca Bill Weston                                                      | Mazda MX-6                | 93  |
| 45          | GTP    | 66 | Kevin Jeannette                 | Jay Cochran Chip Hanauer Bobby Carradine Dennis Aase                        | Gunnar 966                | 47  |
| 46          | GTP    | 66 | Scott Clarke                    | Lance Stewart Ed Hubbard Rob Wilson                                         | Porsche 944 Turbo         | 42  |
| 47          | INV GT | 41 | Bernt Motorsport                | Andreas Fuchs Philippe de Craene                                            | Porsche 911 Carrera 2     | 32  |
| Non-partant |        |    |                                 |                                                                             |                           |     |
| 48          | GTP    | 7T | Joest Porsche Racing            | Louis Krages Manuel Reuter                                                  | Porsche 962C              |     |